# Udo Quellmalz
Udo Quellmalz (n. 8 martie 1967, Leipzig, RDG) este un judocan ce a reprezentat Republica Democrată Germană, medaliat olimpic. A participat la 3 ediții ale Jocurilor Olimpice (1988, 1992, 1996) în care a câștigat o medalie de aur.